# Micropanchax macrophthalmus
Micropanchax macrophthalmus és una espècie de peix de la família dels pecílids i de l'ordre dels ciprinodontiformes.

## Morfologia
Els mascles poden assolir els 4 cm de longitud total.

## Distribució geogràfica
Es troba a Àfrica: sud de Benín, sud de Nigèria i sud-oest del Camerun.